# Маріон (Міссісіпі)
Маріон (англ. Marion) — місто (англ. town) в США, в окрузі Лодердейл штату Міссісіпі. Населення — 1751 особа (2020).

## Географія
Маріон розташований за координатами 32°25′39″ пн. ш. 88°39′1″ зх. д. / 32.42750° пн. ш. 88.65028° зх. д. (32.427482, -88.650158).  За даними Бюро перепису населення США в 2010 році місто мало площу 7,57 км², з яких 7,54 км² — суходіл та 0,02 км² — водойми.

## Демографія
Згідно з переписом 2010 року, у місті мешкало 1479 осіб у 628 домогосподарствах у складі 422 родин. Густота населення становила 195 осіб/км².  Було 700 помешкань (93/км²).
Расовий склад населення:
| - 48,5 % — чорних або афроамериканців - 48,2 % — білих - 1,4 % — азіатів - 0,3 % — корінних американців |

До двох чи більше рас належало 1,2 %. Частка іспаномовних становила 3,0 % від усіх жителів.
За віковим діапазоном населення розподілялося таким чином: 27,6 % — особи молодші 18 років, 64,0 % — особи у віці 18—64 років, 8,4 % — особи у віці 65 років та старші. Медіана віку мешканця становила 30,9 року. На 100 осіб жіночої статі у місті припадало 76,1 чоловіків;  на 100 жінок у віці від 18 років та старших — 75,0 чоловіків також старших 18 років.
Середній дохід на одне домашнє господарство  становив 49 146 доларів США (медіана — 39 261), а середній дохід на одну сім'ю — 49 470 доларів (медіана — 40 395). За межею бідності перебувало 27,3 % осіб, у тому числі 40,8 % дітей у віці до 18 років та 21,8 % осіб у віці 65 років та старших.
Цивільне працевлаштоване населення становило 754 особи. Основні галузі зайнятості: освіта, охорона здоров'я та соціальна допомога — 35,3 %, роздрібна торгівля — 17,9 %, будівництво — 7,4 %, публічна адміністрація — 6,8 %.